# Ozarba khadrafica
Ozarba khadrafica là một loài bướm đêm trong họ Noctuidae.